# Simulium griseicolle
Simulium griseicolle är en tvåvingeart som beskrevs av Becker 1903. Simulium griseicolle ingår i släktet Simulium och familjen knott. Inga underarter finns listade i Catalogue of Life.